# تاکوکلین

چرخش درونی خورشید نشانگر چرخش دیفرنسیال در ناحیهٔ همرفتی (بیرونی) و چرخش تقریباً یکنواخت در ناحیهٔ تابشی مرکزی است. این گذار فاز بین این ناحیه‌ها تاچوکلین نامیده می‌شود.

تاکوکلین یا ناحیهٔ دیفرنسیال، (به انگلیسی: Tachocline) در ستارگان با بیش از ۰٫۳ جرم خورشیدی، بین ناحیه تابشی و بخش بیرونی ناحیه همرفتی است که در اثر چرخش دیفرنسیال با سرعت متفاوتی با ناحیهٔ مجاور در حال چرخش است. این مسئله باعث می‌شود منطقه با تنش برشی (مایعات) زیادی مواجه باشد، زیرا نرخ تغییر سرعت چرخش بسیار بالا است؛ قسمت بیرونی همرفت به صورت معمولیِ یک مایع با چرخش افتراقی، با قطب‌های به آرامی در حال چرخش، و استوای به سرعت در حال چرخش، در تنش است. فضای داخلی تابشی، چرخش بدن جامد را نشان می‌دهد، احتمالاً به دلیل وجود یک میدان فسیلی. میزان چرخش در در بخش درونی تقریباً با چرخش در عرض‌های میانی برابر است؛ یعنی بین نرخ چرخش آهسته‌تر در قطب‌های کند، و استوای سریع. نتایج اخیر لرزه‌شناسی خورشیدی نشان می‌دهد که موقعیت تاکوکلین در شعاع حداکثر ۰٫۷۰ شعاع خورشیدی قرار دارد (اندازه‌گیری از هسته، یعنی تا سطح یک شعاع خورشیدی است)، با ضخامتی برابر ۰٫۰۴ شعاع خورشیدی. این بدان معنی است که این منطقه دارای برش بسیار بزرگی است؛ راهی که از آن، میدان‌های مغناطیسی در مقیاس بزرگ می‌تواند شکل گیرد.
باور کنونی بر این است که وضعیت هندسی و پهنای ناحیهٔ تاکوکلین نقش مهمی در مدل‌های دینامیکی ستاره‌ای دارد در ایجاد دینامو یا ژنراتور خورشیدی با پیچاندن میدان ضعیف‌تر پولوئیدی برای ایجاد یک میدان بسیار قوی‌تر توروئیدی ایفا می‌کند. مشاهدات رادیویی اخیر ستاره‌های خنک‌کننده و کوتوله‌های قهوه‌ای، که هسته تابشی ندارند و فقط یک منطقه همرفت دارند، نشان می‌دهد که آن‌ها هنوز میدان‌های مغناطیسی در مقیاس بزرگ، با توان خورشیدی را حفظ می‌کنند و علی‌رغم نداشتن خط تاکوکلین، فعالیت‌های خورشیدمانندی را نشان می‌دهند. این نشان می‌دهد که منطقهٔ همرفت به تنهایی ممکن است مسئول عملکرد دینام خورشیدی باشد.